# Golden (Kylie Minogue-dal)
A Golden című dal az ausztrál énekesnő Kylie Minogue 2018. május 29-én megjelent 3. kimásolt kislemeze 14. azonos című stúdióalbumáról. A dalt a BMG és Minogue cége, a Darenote adta ki, mely elsősorban digitális letöltésként volt elérhető, valamint promóciós CD kislemezként. A kiadó 2018. május 28-án erősítette meg a hírt, hogy ez lesz az album harmadik kislemez. A dalt ugyanezen a napon mutatta be az olasz rádió.
A "Golden" egyike volt annak a három dalnak, amelyet Minogue kéthetes Nasville-i tartózkodása során írt a Golden country zenei elemeinek javaslata nyomán a Dancing és a Sincerelly Yours mellett. A dalt Minogue, Lindysay Rimes, Liz Rose és Steve McEwan írta. A dal producere pedig Rimes volt. Zeneileg az előző kislemezekkel együtt a "Golden" egy popdal country zenei elemekkel. Lírailag az életről, és az elszántságról szól. 
A "Golden" klipjét Sophie Mullet rendezte, aki a "Dancing" és "Stop Me from Falling" videóit is. A felvételt a kubai Havannán vették fel, ugyanabban az időben, amikor a "Stop Me from Falling" Gente de Zona remixének videóját is. Minogue feltöltött egy bejegyzést az Instagramra egy fotóval, amelyen ez a felirat állt: "We had no lights, no crew... no makeup!! It took some convincing from my Director, Sophie Muller but we did it!" (Nem voltak lámpáink, nem volt csapatunk...nem volt sminkünk!. Kellett némi győzködés az igazgatótól, Sophie Mullertől, de sikerült!)
Minogue előadta a dalt a Kylie Presents Golden show nyitányaként, valamint a The Voice Kids UK című műsorban. 

## Előzmények és összetétel
Az A&R menedzser javaslata nyomán, hogy a country zenét építsék be az albumba, Kylie két hetet töltött Nashville-ben, Tennessee államban, ahol három dalt írt a Golden című albumra. Az album vezető kislemeze a Dancing volt, valamint itt született a "Sincerelly Yours" és "Golden" című dalok is. Minogue úgy érezte, hogy a helyszín mélyreható hatással volt rá, és amit a dalírásról tanult, az megmaradt nála, miután visszatért az Egyesült Királyságba, mely arra késztette, hogy mélyebbek legyenek a dalszövegei.  Lírailag a "Golden" válasz arra az idősödésre, amellyel Minogue a médiában, és az iparban szembesül. A dal szövegével kapcsolatban a következőket mondta:

A "Golden"-nél az a dalszöveg részlet járt a fejemben, hogy "Nem vagyunk fiatalok, nem vagyunk öregek, hanem aranyak vagyunk". Nem nagyon fért bele, így a dalhoz igazítottuk. Ez volt az egyik példa arra, hogy megpróbáltam állítani valamit, ami felett úgy éreztem, hogy nincs befolyásom. Legutóbbi albumom promóciója közben gyakran megkérdezték tőlem: "Milyen érzés veled egyidős nőnek lenni ebben az iparágban?". Épp túl voltam ezen, de a magam megelégedésére azt akartam mondani, hogy bármikor is azok vagyunk, akik vagyunk...

A "Golden" egy önmegerősítő himnusz, amelyet a Spaghetti Western filmek filmzenéinek átvételeként írtak le. Nevezetesen Ennio Morricone "The Good, the Bad and the Ugly"-hoz hasonlítva, a szám elején megjelenő jódlizással. A "Golden" mint a legtöbb dal az albumról, organikusabb produkciót használ, melyet gitárok, taps, és dobgép támogatják. A "Golden" 3 perc és 8 másodpercig tart.

## Megjelenés
A "Golden" az azonos címet viselő album hivatalos 3. kislemezként jelent meg 2018. május 28-án, Minogue 50. születésnapján. Ekkor kiadtak egy Havannában forgatott videót, melyet feltöltöttek Minogue hivatalos YouTube csatornájára. A megjelenés a 2018 januárjában megjelent "Dancing" és "Stop Me from Falling" című kislemezek nyomán jelent meg, melyet szintén a Gente de Zona közreműködésével adtak ki remixként, és a videót szintén a kubai Havannában forgatták. A "Golden" az első alkalom, hogy Minogue egyik címadó dala kislemezként is megjelent.
Kezdetben nem jelent meg a "Golden" digitális letöltésként, úgy mint a "Dancing" és a "Stop Me from Falling" és a "Raining Glitter" promóciós kislemez, azonban egy héttel a "Golden" 4. kislemezének, az "A Lifetime to Repair" megjelenése után megjelent egy kétszámos digitális remix EP a "Golden" című dal két Weiss remixével. Egy sima, és egy hosszú változattal.

## Videoklip
A "Golden" című dalhoz készült klipet Havannában forgatták, a "Stop Me from Falling" remixének forgatása közben a kubai reggaeton duóval, a Gente de Zona-val. A klipet Sophie Muller rendezte, a producer pedig Gloria Rowman voltak. Mindketten a második Minogue klipet forgatták a "Stop Me from Falling" remixéhez. A klip úgy kezdődik, hogy Minogue az ágyon heverészik, és táncol a tengerparton. Minogue-ról fényes közeli felvételek jelennek meg a tengerparton éneklő és táncoló jelenetek között. Ahogy elkezdődik a refrén, váltakoznak a felvételek, a közeli és tengerparti jelenetek között. A második részben aztán Minogue látható, amitn éjszaka az utcákon szaladgál, báli ruhát visel. A videó végül egy olyan felvétellel zárul, ahol Minogue mosolyogva a kamera felé sétál piros ruhában.

## Élő előadások
A "Golden" először a Golden Presents Golden koncertjein csendült fel 2018 márciusában. Július 21-én a The Voice Kids UK-ban is hallható volt.  A "Golden" 2018-ban különböző szettekben is szerepelt nyitódalként, beleértve Minogue White Party Palm Springs-beli fellépését. A "Golden" a Golden Tour nyitódalaként hangzott el, ahol Minogue a színpad tetején volt látható bőröndökkel.

## Slágerlista
| Slágerlista (2018)          | Legjobb helyezés |
| --------------------------- | ---------------- |
| Belgium (Ultratip Wallonia) | 43               |

## Formátum és számlista
- Digitális letöltés – Weiss Remix[18]

1. "Golden" (Weiss Remix) – 3:01
2. "Golden" (Weiss Extended Remix) – 5:13

## Megjelenések
| Ország      | Dátum               | Formátum               | Label        | Ref.   |
| ----------- | ------------------- | ---------------------- | ------------ | ------ |
| Olaszország | 2018. május 29.     | Contemporary hit radio | BMG          |        |
| Különböző   | 2018. augusztus 24. | (Weiss Remix)          | Darenote BMG | [ 18 ] |